# Hostovlice (Vilémov)
Hostovlice (německy Hostaulitz) je malá vesnice, část městyse Vilémov v okrese Havlíčkův Brod. Nachází se asi 3 km na jihozápad od Vilémova. V roce 2009 zde bylo evidováno 21 adres. V roce 2010 zde trvale žilo 49 obyvatel.
Hostovlice je také název katastrálního území o rozloze 3,48 km2.

## Galerie

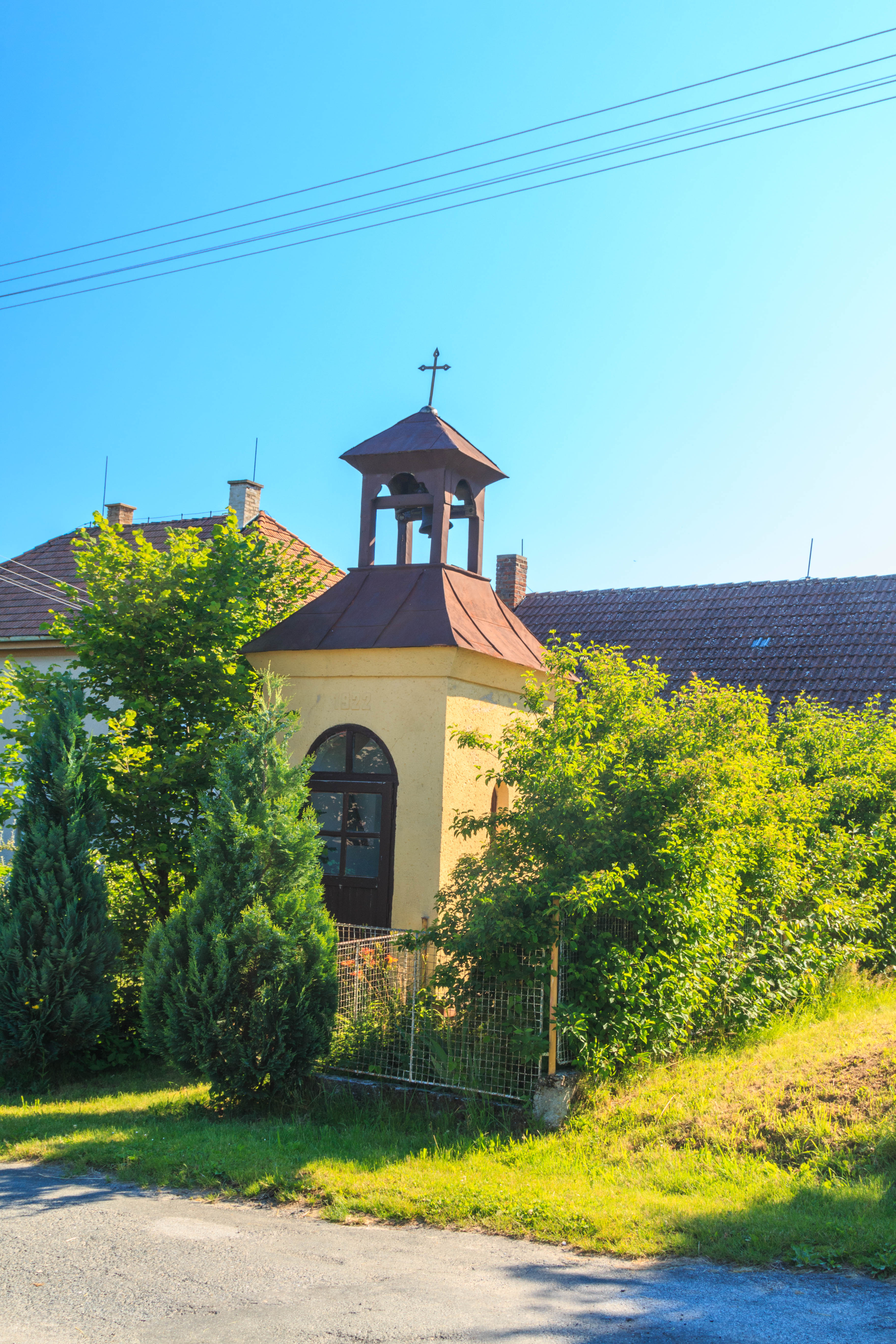
Hostovlice u Vilémova kaple
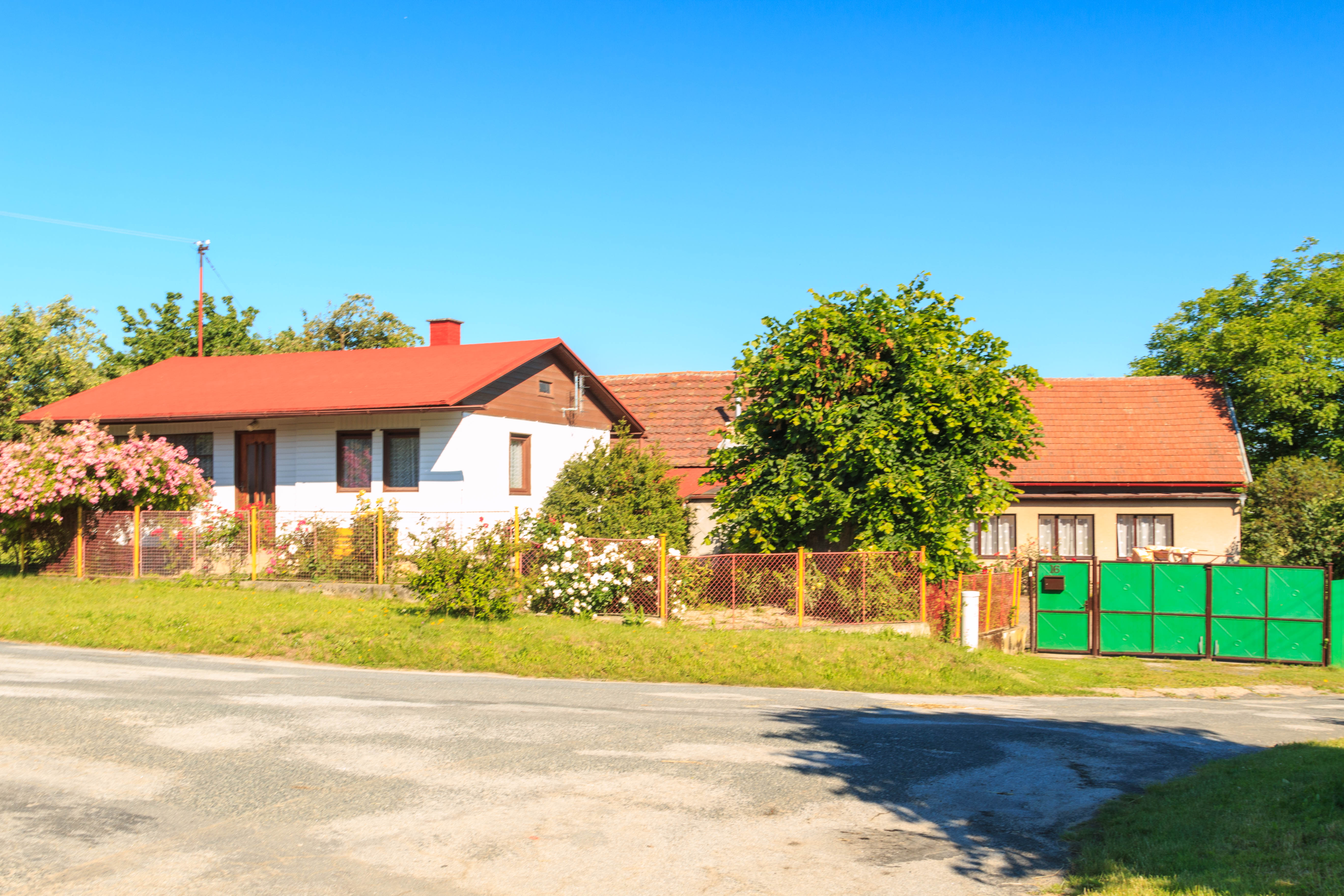
Hostovlice u Vilémova čp. 16
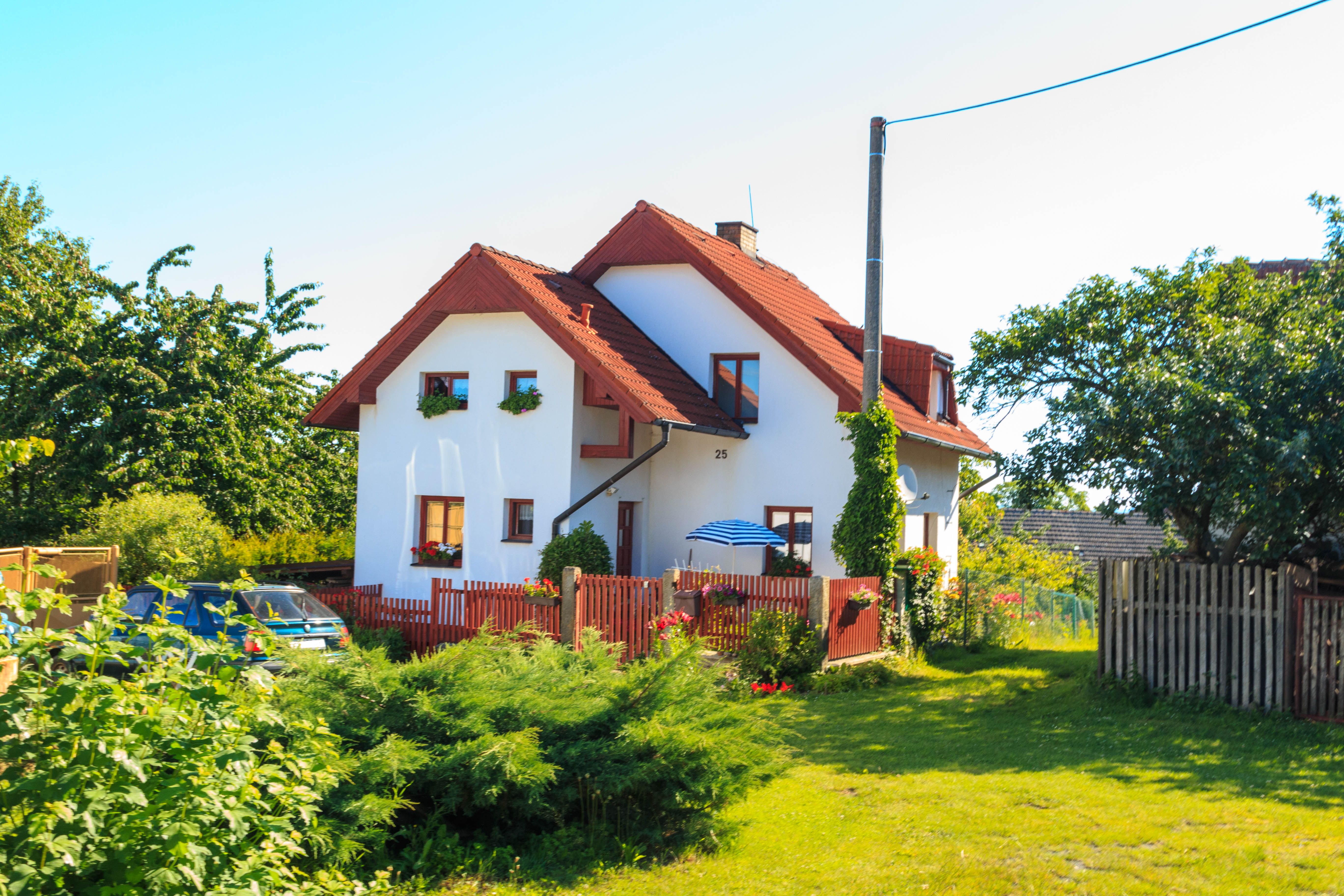
Hostovlice u Vilémova čp. 25
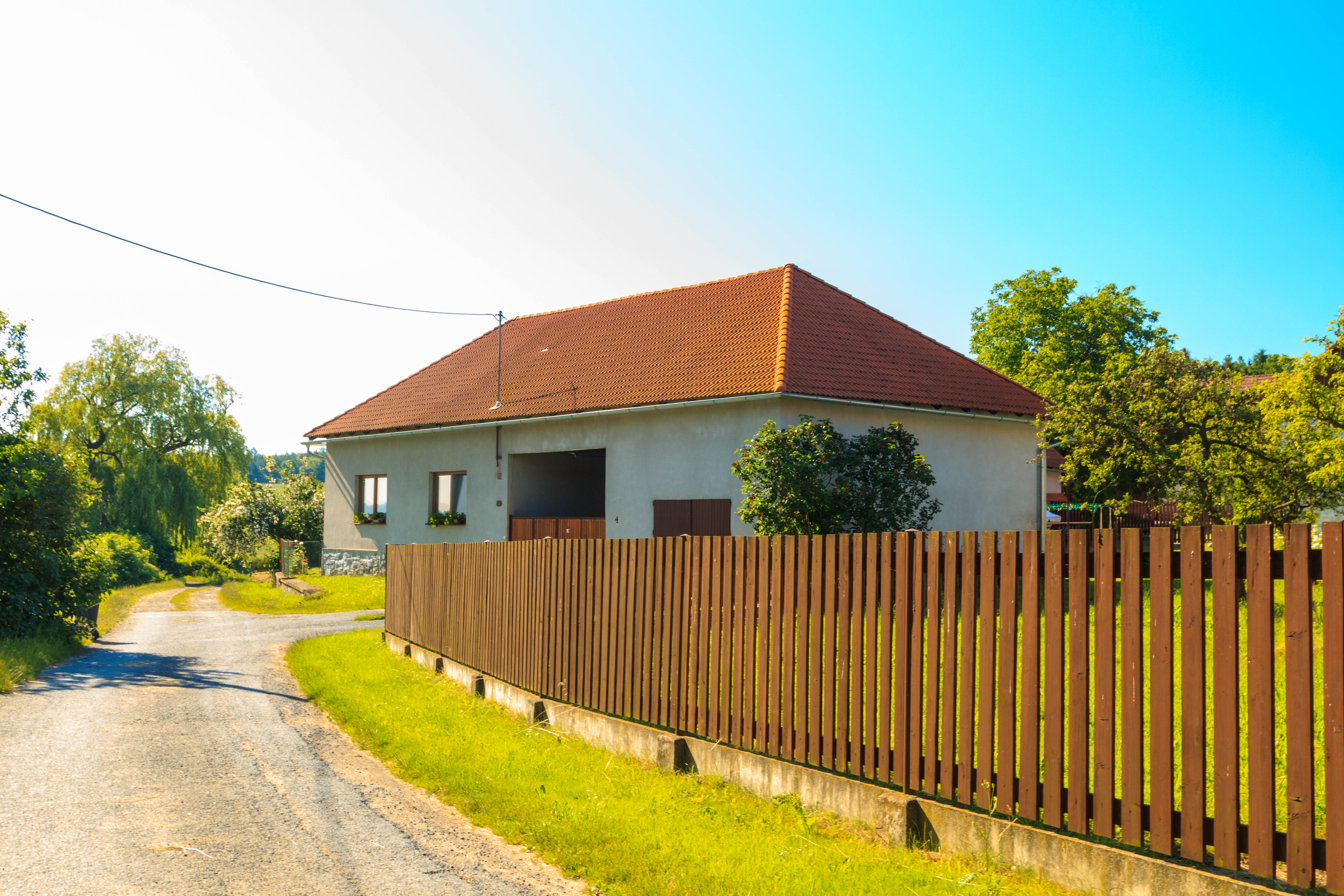
Hostovlice u Vilémova čp. 4